# Breedenborg

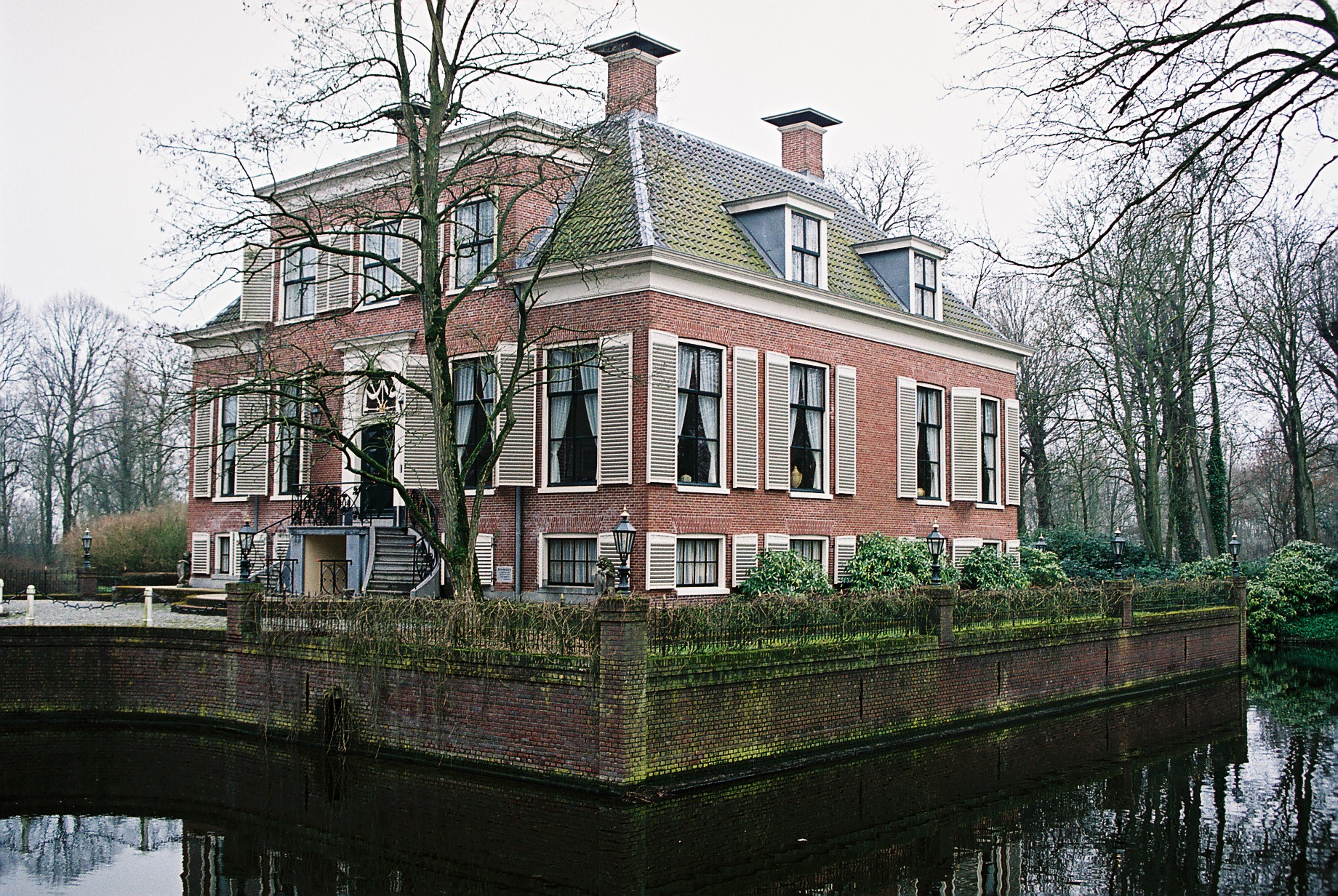
De Breedenborg schuin van voren gezien, 2005

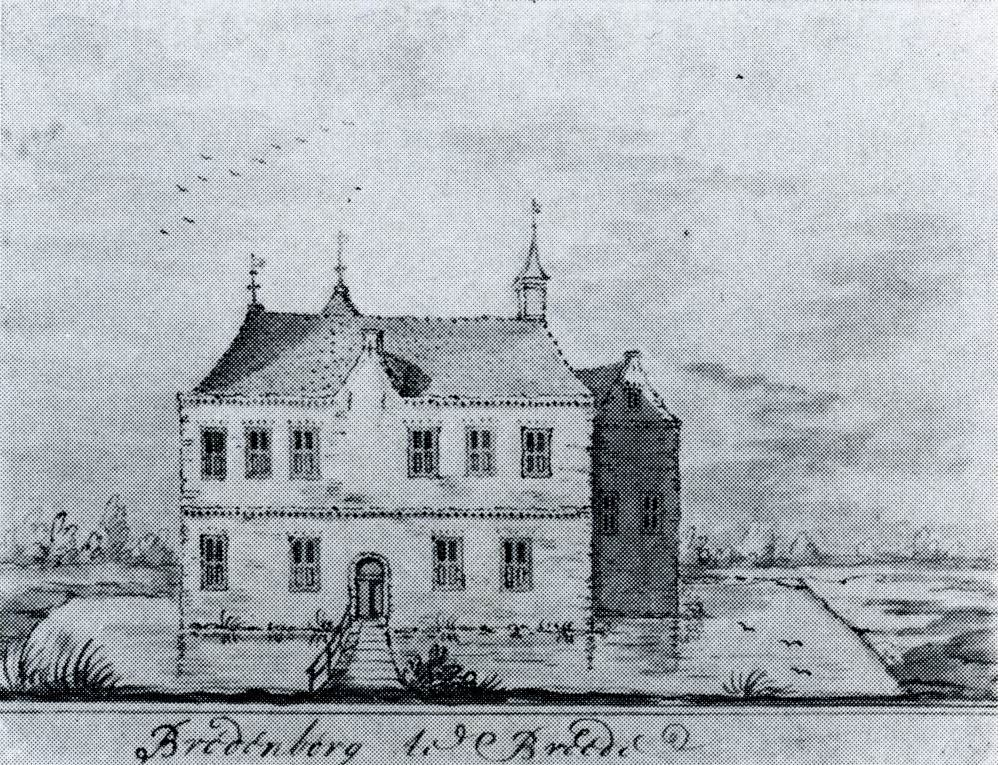
Tekening van de borg door Jacobus Stellingwerff, circa 1725

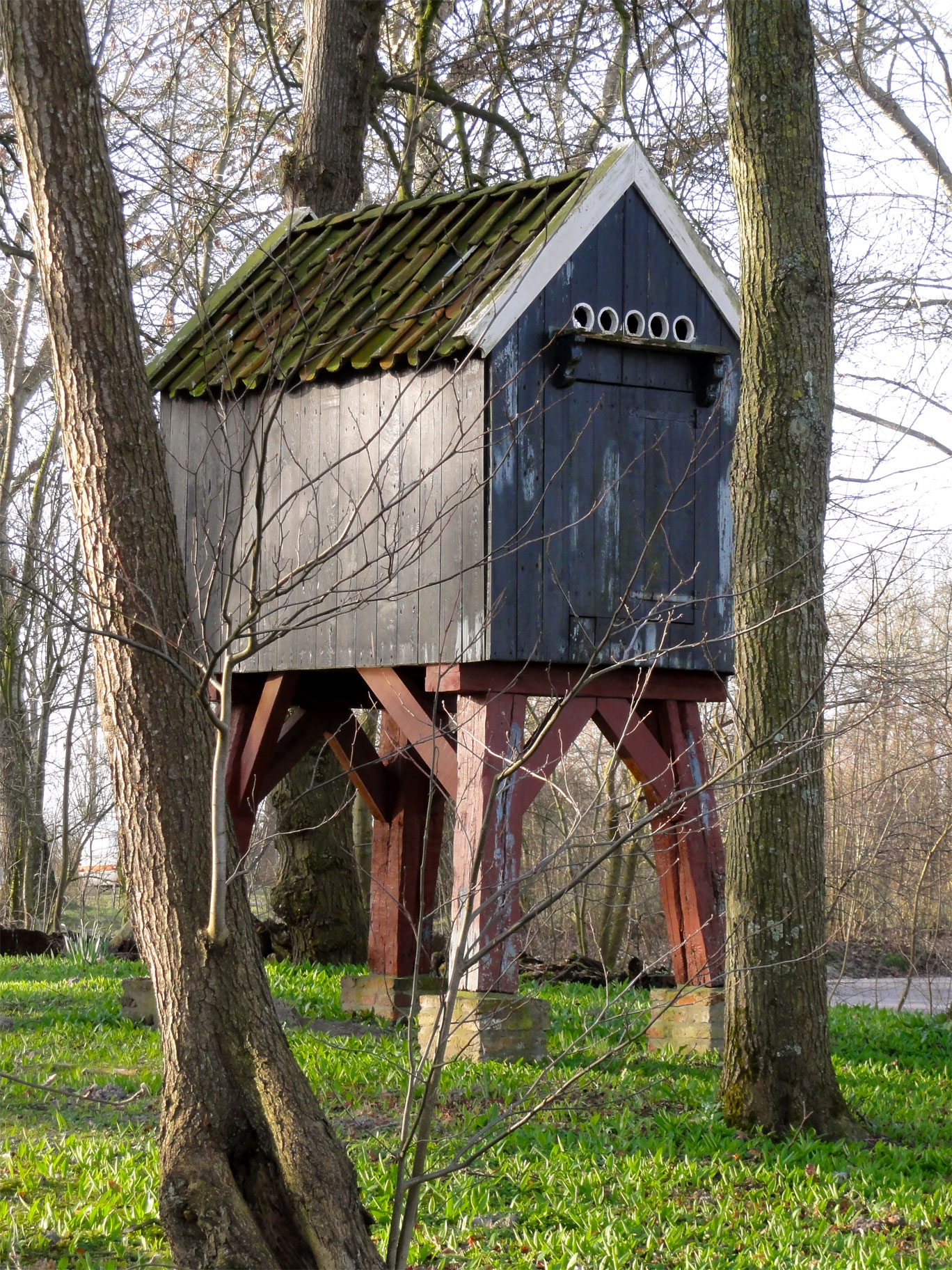
Duivenslag in de tuin van de Breedenborg, 2012

De Breedenborg is een borg in het dorpje Breede bij het dorp Warffum in het noorden van de Nederlandse provincie Groningen.
De blokvormige borg is nog omgeven door de oude gracht. De borg kreeg rond 1850 haar huidige uitstraling. Nadat de borg in 1982 afbrandde, werd ze in 1992 opnieuw in deze stijl opgetrokken. De kelder dateert uit de zestiende eeuw. Voor de borg staat een achttiende-eeuws smeedijzeren hek met de wapens van de adellijke families Sickinghe en Van Berum. De tuin werd aangelegd in de negentiende eeuw en bevat elementen van een Engelse landschapstuin. In de tuin bevindt zich een duivenslag, die rond 1990 is herbouwd.

## Geschiedenis
In 1587 werd door Johan(nus) (of Jan) Braemsche, de zoon van de rijke Oost-Friese burgemeester en drost van Emden Johan Braem (of Bramsche), een stuk grond bij Breede gekocht (van wie is onbekend) voor de bouw van een borg. Hij was eerder tijdens een conflict tussen de graaf van Oost-Friesland en de stad Emden gevlucht naar de Ommelanden, waar hij zonder problemen werd opgenomen in de Ommelander adel. De Breedenborg is een van de weinige borgen waarvan het bouwjaar bekend is.

De borg bestond bij het trouwen van Braemsches gelijknamige zoon Johan (II) in 1628 uit een stamslot met hoven, grachten, singels en 83 jukken land (ruim 40 ha). Na zijn overlijden ergens na 1638 erfde ene Ida of Ebbe Braemsche de borg, mogelijk was dit een zus van Johan (II). Zij was in elk geval ook de weduwe van Johan Clant, die het na zijn dood (zij stierf eerder) vererfde op zijn gelijknamige zoon Johan Clant (II). Na zijn dood rond 1665, nam zijn vrouw Habbe Coenders de borg nog geruime tijd waar aangezien zijn zoon Johan Clant (III) pas in 1676 meerderjarig (21 jaar oud) was. De borg had toen landerijen ter grootte van 50 jukken land. Johan III schaakte nog in hetzelfde jaar zijn nicht Eppelia Johanna Clant en trouwde vervolgens met haar, waarna hij zich in 1678 in het Huis te Aduard vestigde. Hij verkocht (of ruilde gedeeltelijk) de Breedenborg aan Hindrik Sickinghe (1650-1682), ritmeester bij het Gronings Ontzet en het Beleg van Coevorden en zoon van de Groningse landjonker Feio Sickinghe tot Warffumborg. Na Hindriks dood in 1682 kreeg zijn minderjarige zoon Feijo Johan Sickinghe (1673-1701) de borg. Feijo was ritmeester in het regiment van Frederik III van Hessen-Homburg en zou later in zijn leven de borg Thedema herbouwen. Na zijn dood in 1701 of 1702 waren er nog schulden van zijn ouders. Bij de erfscheiding van 1705 verkreeg zijn vrouw Theckla Elisabeth van Berum als voogdes over de kinderen van Feyo Johan de borg. Mogelijk omdat ze zelf op de borg Thedema in Noordwolde woonde en vanwege de schulden verkocht ze de Breedenborg vervolgens het jaar erop, in 1706 en wel voor 10.000 gulden aan Unico Allard Alberda van Menkema en Evert Joost Lewe van Aduard.

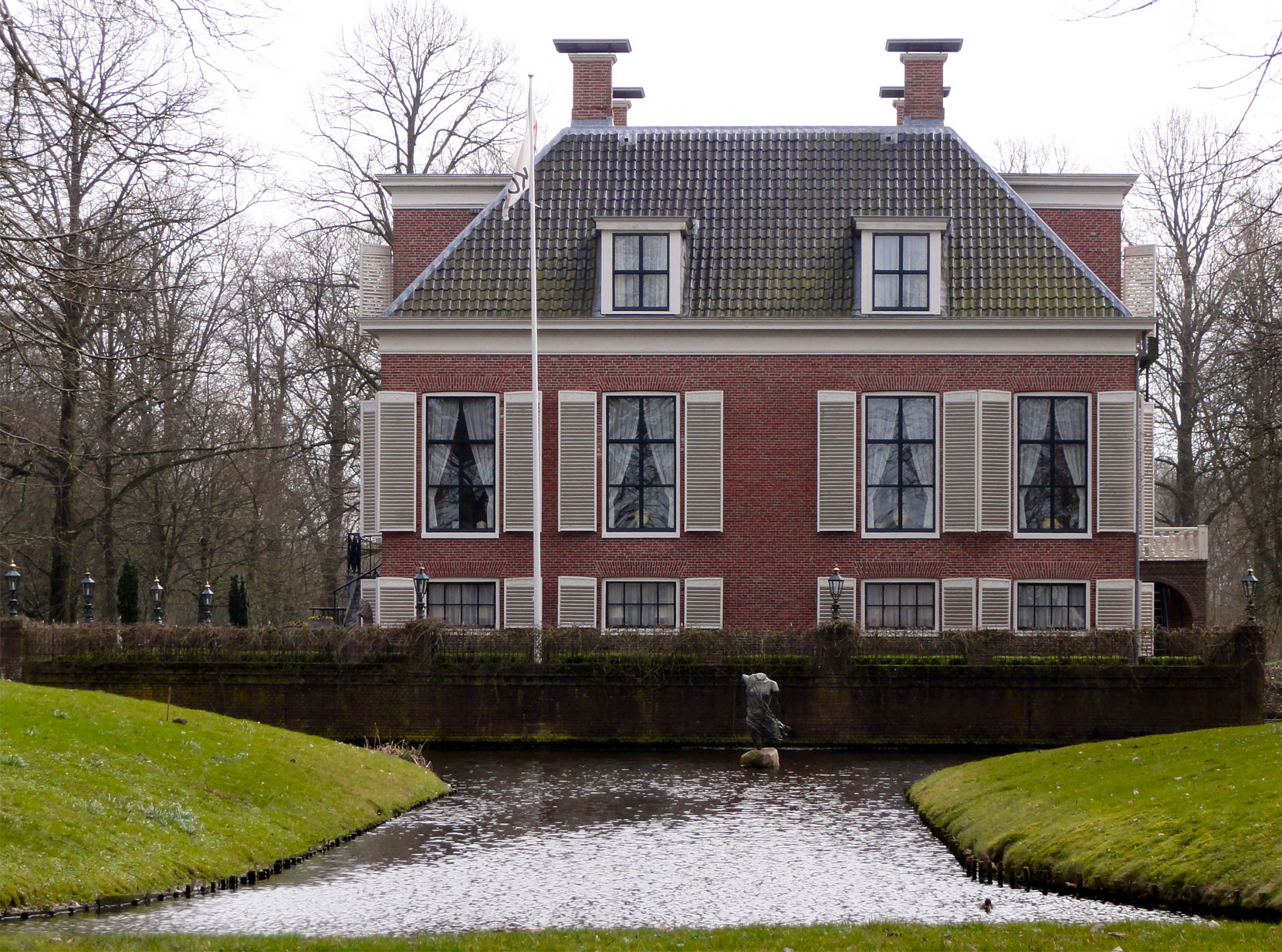
De Breedenborg van achteren gezien, 2011

Reeds in 1708 verkochten beide jonkers de borg weer door aan de niet-adellijke Claes Alders en zijn vrouw Hilje Theeuwes uit 't Zandstervoorwerk. Alders noemde zich wel hoveling. Bij hun dood hadden ze geen kinderen en de borg kwam toen in bezit van de secretaris, advocaat-fiscaal en rechter Abel Eppo van Bolhuis (1676-1739) en Stijntje Cnols (circa 1677-1747), een nicht van Claes Alders en Hilje Theeuwes. In 1737 werd de borg en het bijbehorende land van 25 hectare verkocht aan Jan Jansen en Helena Lants. Ene Jan Jansen (mogelijk dezelfde, mogelijk zijn vader) had reeds in 1706 de landerijen in gebruik. In 1746 trouwde hij met Hilje Ywema van Zuidhorn, met wie hij nog in zijn sterfjaar 1749 een zoon kreeg, genaamd Jacobus Jansenius. In 1785 kreeg hij de borg (zijn moeder leefde nog tot 1797). Na zijn dood in 1809 erfde zijn dochter Hillegjen Jacobus Jansenius de borg, die toen 85 jukken land omvatte. Een jaar later trouwde zij met Aldert Jans de Vries van Tettema (van de Tettemaheerd onder Uithuizen). Nadat beiden in 1818 overleden, bleef de borg gedurende 20 jaar in handen van de erfgenamen, alvorens hun zoon, hereboer Jacobus Jansenius de Vries, in 1838 het hele goed verwierf bij een onderhandse boedelscheiding. Hij en zijn vrouw verbouwden de borg rond 1850 grondig: Het gebouw werd afgebroken tot op de keldermuren en herbouwd tot een modern 19e-eeuws landhuis. Het echtpaar kocht ook veel land aan: In 1885 erfde hun zoon Alje Bonthuis de Vries de borg met 91 hectare land. Na zijn dood in 1888 kwamen er bedrijfsleiders op de borg. In 1935 kregen de in Den Haag woonachtige kinderen van Alje Bonthuis de Vries, advocaat en procureur Pieter Willem Bonthuis de Vries en Geertje Bonthuis de Vries, de borg. Geertje was getrouwd met chirurg Hendrik van der Goot. In 1956 overleed Geertje en kregen haar kinderen Anna, Jan Romkes en Albert Jacobus van der Goot de borg.

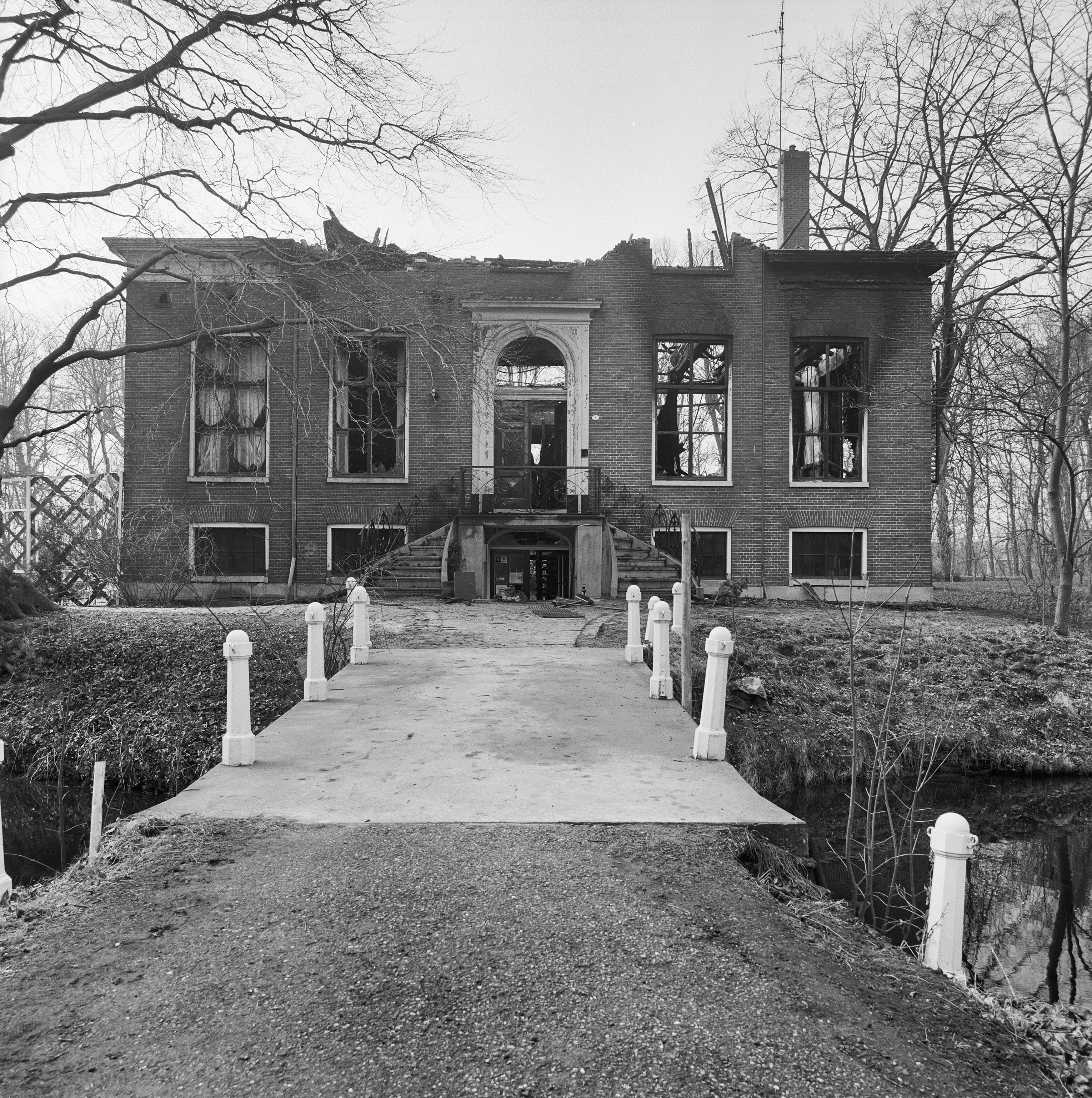
Voorgevel van de Breedenborg na de brand in 1982

In de periode van 1888 tot 1963 wordt de boerderij door bedrijfsleiders gerund. Van 1888 tot 1927 door Jan Jacobs Bos, gehuwd met Frouwke Tuinman, van 1927 tot 1963 door hun zoon Ebel Klaas Bos (1899-1986), getrouwd met Jantje Harkema (1903-1986).
De kinderen verkochten in 1963 de borg met ruim 6 hectare land aan de gemeente Warffum. De gemeente had grote plannen met het gebouw en omgeving. Die moest een recreatieve invulling krijgen. Tussen 1964 en 1966 werd de borg geëxploiteerd door het echtpaar W. en B.G. Bijl, maar dit bleek geen succes. Daarop kreeg ondernemer Willem Karel Oscar Fischer de borg en omgeving in pacht. Hij verbouwde in 1967 de borg onder leiding van de Winsumer architect Karel Gerrit Olsmeyer tot een horecagelegenheid en richtte elders ook verschillende horecagelegenheden op. Na zijn dood zetten Henk Fischer en John Struik het Fischer-concern voort. Vanaf 1973 door middel van een huurkoopcontract.

### Brand en herbouw

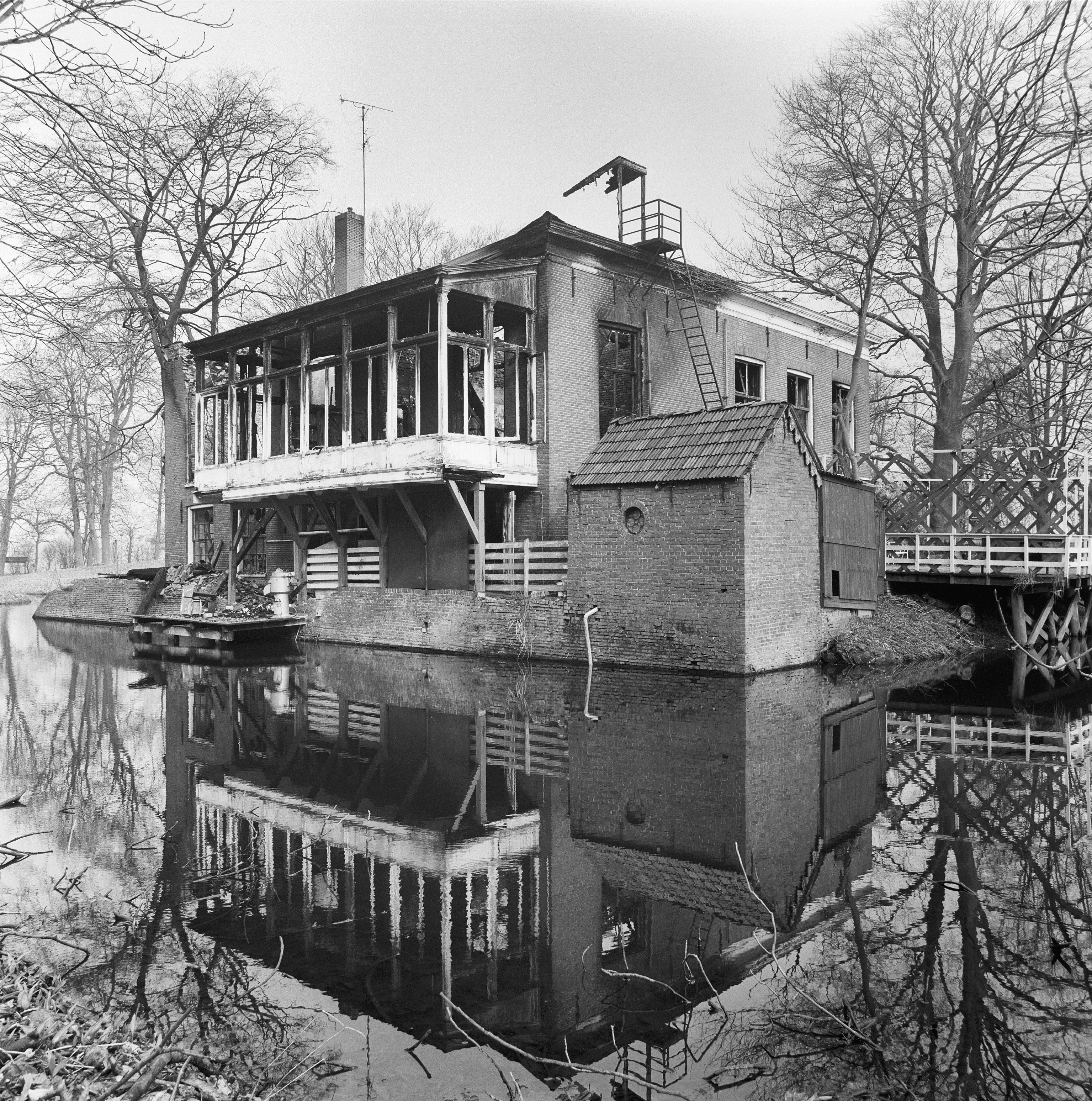
Zij- en achtergevel van de Breedenborg na de brand

In 1982 brandde de Breedenborg voor een groot deel af. Hierop volgde een jarenlang voortslepende discussie over voorwaarden voor de herbouw en de toekomst van het geruïneerde gebouw. Uiteindelijk verkocht de gemeente Warffum in 1988 de ruïne met 2,1 hectare grond aan Fischer, die het vervolgens via via in 1990 doorverkocht aan Jaap Reenders. Jaap Reenders was de directeur van Nacap, een dochteronderneming van het zakenimperium van Henk Koop. Hij wilde het gebouw eigenlijk verbouwen tot woning en kantoor, maar omdat zijn echtgenote niet (nogmaals) wilde verhuizen (het gezin woonde al in de villa Mentheda in Middelstum), zag hij daar uiteindelijk vanaf. Voor 2,2 miljoen herbouwde hij vervolgens de borg met hulp van onder andere de Eenrumer architect Evert Mulder en de Beertase restaurateur Helmer Hut. Zelf heeft hij naar eigen zeggen 60.000 van de 80.000 gebruikte stenen door zijn handen laten gaan. Het hek met de wapens van Feyo Johan Sickinghe en zijn vrouw Theckla Elisabeth van Berum, die ze mogelijk bij hun trouwen in 1697 kregen, werd in 1975 hervonden op een zolder in Kloosterburen en na restauratie herplaatst bij de ingang van de Breedenborg. Ter verdere aankleding werden twee leeuwen bij de ingang geplaatst. Deze leeuwen zijn in bruikleen verkregen van het Groninger Museum en komen waarschijnlijk van oorsprong van het Huis te Farmsum. Later stonden ze bij de havezate Oosterbroek bij Eelde. In de jaren 1920 kwamen ze aan het Groninger Museum. Tussen 1960 en 1990 stonden ze bij Verhildersum, waarna ze naar Breede werden gebracht. De duivenslag achter de borg werd ook gerestaureerd. 